# Siemyśl (gromada)
Siemyśl – dawna gromada, czyli najmniejsza jednostka podziału terytorialnego Polskiej Rzeczypospolitej Ludowej w latach 1954–1972.
Gromady, z gromadzkimi radami narodowymi (GRN) jako organami władzy najniższego stopnia na wsi, funkcjonowały od reformy reorganizującej administrację wiejską przeprowadzonej jesienią 1954 do momentu ich zniesienia z dniem 1 stycznia 1973, tym samym wypierając organizację gminną w latach 1954–1972.
Gromadę Siemyśl z siedzibą GRN w Siemyślu utworzono – jako jedną z 8759 gromad na obszarze Polski – w powiecie kołobrzeskim w woj. koszalińskim na mocy uchwały nr 43/54 WRN w Koszalinie z dnia 5 października 1954. W skład jednostki weszły obszary dotychczasowych gromad Siemyśl, Białokury, Nieżyn i Unieradz ze zniesionej gminy Siemyśl w tymże powiecie. Dla gromady ustalono 19 członków gromadzkiej rady narodowej.
1 stycznia 1958 do gromady Siemyśl włączono obszar zniesionej gromady Byszewo (oprócz wsi Niemierze i Kędrzyno) w tymże powiecie.
31 grudnia 1961 do gromady Siemyśl włączono obszar zniesionej gromady Gorawino (oprócz wsi Kinowo) w tymże powiecie.
Gromada przetrwała do końca 1972 roku, czyli do kolejnej reformy gminnej. 1 stycznia 1973 w powiecie kołobrzeskim reaktywowano gminę Siemyśl.